# Сарьозі-Дашт
Сарьозі́-Дашт (тадж. Сарёзи дашт) — село у складі Хатлонської області Таджикистану. Входить до складу Зірацького джамоату Кулобського району.
Село розташоване на річці Яхсу.
Населення — 896 осіб (2010; 1038 в 2009).